# Tricholoba carteri
Tricholoba carteri is een vlinder uit de familie tandvlinders (Notodontidae). De wetenschappelijke naam van deze soort is voor het eerst geldig gepubliceerd in 1887 door Druce.
De soort komt voor in tropisch Afrika.